# Diombokho
Diombokho fou una regió de la part occidental de Kaarta. Estava habitada per fulbes (ramaders i pescadors) i bondoukes (pagesos).
Al-Hadjdj Umar va establir a la zona un talibà (un dels seus estudiants) com almamy amb residència a Kouniakary, una tata (ciutat emmurallada) establerta el 1857 com a protecció contra francesos o khassonkhes. El almamy fou Assa-Mady, un antic captiu, home tranquil i pacífic. El país estava dividit en tres províncies: Sera (o Sèro), Sorma i Tringa. Va mantenir bones relacions amb els francesos i amb el rei Sambala de Khaso, protegit francès. No era gaire respectat a la capital pel seu origen d'antic captiu, però a la resta del país era estimat per ser generós i bondadós. En els anys 1870 fou cridat a Ségou i el govern de la regió concedit a Bassirou, fill d'Ahmadou al mateix temps que altres germans o fidels foren nomenats en altres regions (Moult Aga fou nomenat a Nioro, Sayedou a Kaniarémé, Daye a Diala, Nourou a Diafounou i Ahmadu Moktar de Diangounté, i el 1878 a més Aguibou fou nomenat a Dinguiray).
El 11 de desembre de 1890 Archinard va abandonar Kayes per conquistar Kaarta. Va arribar a Koniakary el dia 14 on durant tres dies va organitzar la seva columna; després va travessar el Diombokho, agafant una disposició en quadrat que es conservarà fins a Nioro.